# 185546 Yushan
185546 Yushan este un asteroid din centura principală de asteroizi.

## Descriere
185546 Yushan este un asteroid din centura principală de asteroizi. A fost descoperit pe 28 decembrie 2007 la Observatorul Lulin de Ye Quan-Zhi și Chi-Sheng Lin. Asteroidul prezintă o orbită caracterizată de o semiaxă mare de 2,39 ua, o excentricitate de 0,15 și o înclinație de 1,3° în raport cu ecliptica.